# کاترین جوان
کاترین جوان (انگلیسی: Young Catherine) مینی‌سریال زندگینامه‌ای محصول کشور آمریکا و به کارگردانی مایکل اندرسون است که در سال ۱۹۹۱ منتشر شد. این مجموعه بر اساس زندگی واقعی کاترین دوم روسیه ساخته شد.

## بازیگران
- ونسا ردگریو
- جولیا اورموند
- کریستوفر پلامر
- فرانکو نرو
- جان شاراپنل
- لوری هولدن
- ماکسیمیلیان شل
- آنا کاناکیس
- مارک فرانکل